# Józef Bubak
Józef Bubak (ur. 22 stycznia 1934 w Bestwinie, zm. 9 marca 1999 w Krakowie) – polski językoznawca, filolog polski, profesor doktor habilitowany.

## Życiorys
Józef Bubak urodził się w Bestwinie w powiecie bielskim. W 1948 roku w rodzinnej miejscowości ukończył szkołę powszechną, a w 1952 roku w liceum w Bielsku-Białej uzyskał maturę.
W 1956 roku w Krakowie ukończył studia wyższe na filologii polskiej na Uniwersytecie Jagiellońskim. W 1957 roku został pracownikiem naukowym Uniwersytetu Jagiellońskiego w Katedrze Języka Polskiego. Badał gwarę podhalańską oraz spiską.
Pełnił funkcję wicedyrektora Instytutu Filologii Polskiej UJ od 1991. W latach 1995–1999 kierował Katedrą Filologii Węgierskiej Uniwersytetu.
Wykładał również za granicą, m.in. na Węgrzech na Uniwersytecie im. Lajosa Kossutha w Debreczynie oraz w Austrii w Instytucie Slawistyki Uniwersytetu im. Parisa Lodrona w Salzburgu.
Był żonaty z Zofią z domu Łukawiecką, córka Agata i synowie: Grzegorz i Piotr. Został pochowany na Cmentarzu Salwatorskim.

## Publikacje
- Księga naszych imion Zakład Narodowy im. Ossolińskich, Wrocław, 1993 ISBN 830403869.
- Spiskie teksty gwarowe z obszaru Polski Państwowe Wydawnictwo Naukowe, Warszawa 1972
- Teksty gwarowe ze wsi Ząb w powiecie nowotarskim Zeszyty Naukowe Uniwersytetu Jagiellońskiego, Kraków 1966
- Proces kształtowania się polskiego nazwiska mieszczańskiego i chłopskiego Rozprawy Habilitacyjne Uniwersytet Jagielloński, Kraków 1986 ISBN 83-233-0134-4.
- Słownik nazw osobowych i elementów identyfikacyjnych Sądecczyzny – XV-XVII w.: imiona, nazwiska, przezwiska. Cz. 2, N-Ż Towarzystwo Autorów i Wydawców Prac Naukowych „Universitas”, Kraków 1992 ISBN 83-7052-027-8.

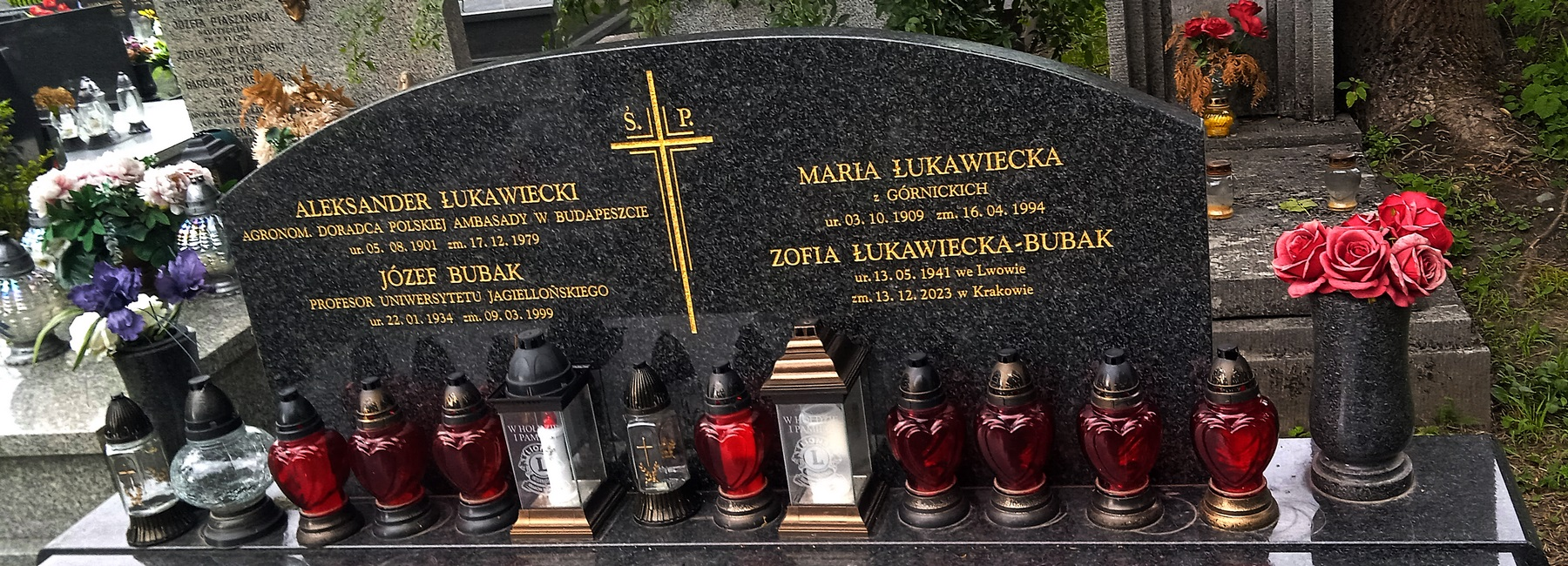
Grób rodzinny na cmentarzu na Salwatorze w Krakowie (sektor SC12)